# Linguère

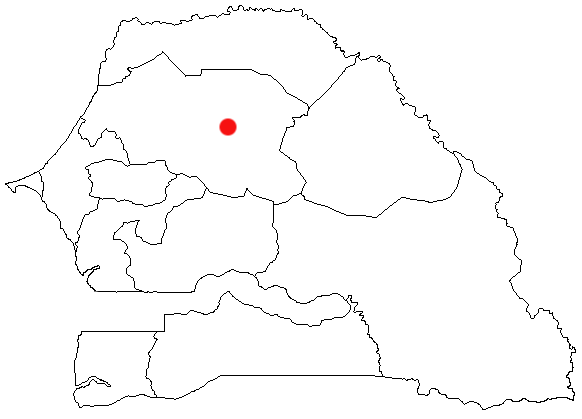
Linguères läge i Senegal.

Linguère är en stad i norra Senegal. Den ligger i regionen Louga och hade 15 482 invånare vid folkräkningen 2013.